# کودتای ۱۹۴۱ عراق
کودتای ۱۹۴۱ عراق (عربی: ثورة رشید عالی الکیلانی) که کودتای رشید علی الگیلانی یا کودتای مربع طلایی نیز نامیده می‌شود، یک کودتای ملی گرایانه در عراق در ۱ آوریل ۱۹۴۱ بود که حکومت طرفدار بریتانیای وصی عراق عبدالله و نخست وزیرش نوری السعید را سرنگون کرد و رشید علی گیلانی را به عنوان نخست‌وزیر منصوب کرد.
این کودتا توسط چهار ژنرال ملی‌گرای ارتش عراق، موسوم به " مربع طلایی " رهبری شد، که قصد داشتند از جنگ برای اعمال فشار برای استقلال کامل عراق پس از استقلال محدود اعطا شده در سال ۱۹۳۲ استفاده کنند. برای این منظور، آنها با اطلاعات آلمان همکاری کردند و یاری نظامی آلمان نازی و ایتالیای فاشیست را پذیرفتند. تغییر دولت منجر به حمله بریتانیا به عراق و اشغال متعاقب آن تا سال ۱۹۴۷ شد.

## کودتا
از سال ۱۹۳۹ تا ۱۹۴۱ یک دولت طرفدار بریتانیا به ریاست وصی (نایب السلطنه) عبدالله و نخست‌وزیر نوری السعید بر عراق حکومت کردند. عراق در ۵ سپتامبر ۱۹۳۹ پس از شروع جنگ جهانی دوم در اروپا، روابط خود را با آلمان قطع کرد. با این حال، نوری مجبور بود با احتیاط بین روابط نزدیک خود با بریتانیا و وابستگیش به افسران ارتش و اعضای کابینه طرفدار آلمان قدم بگذارد. در آن زمان، عراق به پناهگاه رهبران عربی تبدیل شد که در نتیجه شورش نافرجام اعراب فلسطینی علیه بریتانیا از قیمومیت فلسطین گریختند. مفتی اعظم بیت‌المقدس، حاج امین الحسینی، رهبر ملی‌گرای عرب فلسطینی این شورش شکست خورده در میان چهره‌های کلیدی که وارد این کشور شدند بودند.
کودتای مربع طلایی در ۱ آوریل 1941 با سرنگونی وصی و نصب رشید علی گیلانی به عنوان نخست‌وزیر آغاز شد.
در ۲ می همان سال، نخست‌وزیر طه الهاشمی پس از محاصره کاخ سلطنتی در بغداد توسط توطئه گران مجبور به استعفا شد.